# San Benedetto (El Greco)
San Benedetto è un dipinto del pittore cretese El Greco realizzato circa 1577-1579 e conservato nel Museo del Prado a Madrid in Spagna.

## Descrizione e stile
L'elaborazione della pala d'altare del Monastero di Santo Domingo de Silos el Antiguo a Toledo fu uno dei primi ordini di El Greco dopo il suo arrivo in Spagna. L'assortimento fu richiesto al pittore dal suo amico Diego de Castilla.
Il soggetto è San Benedetto, fondatore dell'Ordine Benedettino a cui appartenevano i monaci del convento di Santo Domingo dall'XI secolo.
Il Santo indossa un abito nero e tiene con la mano sinistra un bastone adornato di oro e argento. L'anatomia del personaggio non è apprezzata, coperta da abiti pesanti. Spicca la modellazione solida e le pennellate, che consentono di creare un fondo delineato.